# Рецептор фактора роста фибробластов 2
Рецептор фактора роста фибробластов 2 (англ. Fibroblast growth factor receptor 2, FGFR2; CD332) — мембранный белок, рецептор из семейства рецепторов фактора роста фибробластов. Продукт гена человека FGFR2. Как следует из названия белка, является рецептором факторов роста фибробластов. FGFR2 распознаёт кислый, основный факторы роста фибробластов и фактор роста кератиноцитов в зависимости от изоформы. 

## Функции
FGFR2 играет важную роль в развитии и заживлении тканей, особенно костей и кровеносных сосудов. Как и другие члены этого семейства FGFR2 димеризуется после взаимодействия с лигандом, что активирует тирозинкиназный домен рецептора и запускает внутриклеточные сигнальные пути, которые на клеточном уровне опосредуют клеточное деление, рост и дифференцировку.

## Изоформы
FGFR2 может синтезироваться в двух изоформах: FGFR2IIIb и FGFR2IIIc за счёт сплайсинга 3-го иммуноглобулинового домена. FGFR2IIIb преимущественно обнаруживается в эктодермальных тканях и эндотелии, включая кожу и внутренние органы. FGFR2IIIc находится в мезенхиме, включая лицевые кости и кости черепа, из-за чего мутации рецептора ассоциируются с краниосиностозом.

## Взаимодействия
FGFR2 взаимодействует с FGF1.
Изоформы различаются во взаимодействиях с факторами роста фибробластов:
- FGFR2IIIb связывается с FGF-1, -3, -7, -10, и -22
- FGFR2IIIc связывается с FGF-1, -2, -4, -6, -8, -9, -17 и -18

Различие объясняется тем, что 3-й иммуноглобулиновый домен рецептора играет важную роль во взаимодействии с лигандами.

## Роль в патологии
Мутации рецептора главным образом ассоциированы с нарушением развития костей краниосиностозом и онкологическими заболеваниями.

### Краниосиностоз
- Синдром Аперта, наиболее известный тип акроцефалосиндактилии. Характеризуется нарушением в морфологии черепа, лица и конечностей.
- Синдром Антлея-Бикслера, характеризуется синостозом трапезоидной кости, костей черепа и лица и скелетных костей, а также камптодактилией. Наследутся по рецессивному типу.
- Синдром Пфайффера, тип акроцефалосиндактилии, который включает уширенные пальцы на руках и ногах. Наследуется по аутосомно-доминантному типу.
- Синдром Крузона, нарушение костей черепа и лица, но без нарушения конечностей.[12]. Наследуется по доминантному типу.
- Синдром Джексона-Вейсса, краниосиностоз с ранним сращением костей челюстей, нарушающим их дальнейший рост.

### Рак
- Рак молочной железы, мутация или однонуклеотидный полиморфизм (SNP) во 2-м интроне гена FGFR2 ассоциирована повышенным риском (около 10%) рака молочной железы.[13]
- Миссенс-мутации гена FGFR2 могут быть связаны с карциномой эндометрия и меланомой.[14]